# Diplocidaridae
Famille
Les Diplocidaridae sont une famille éteinte d'oursins de l'ordre des Cidaroida.

## Caractéristiques
Ce sont des oursins réguliers : le test (coquille) est arrondi, avec le péristome (bouche) située au centre de la face orale (inférieure) et le périprocte (appareil contenant l'anus et les pores génitaux) à l'opposé, au sommet de la face aborale (supérieure).
Cette famille se distingue des autres cidaroïdes par ses paires de pores très écartées et séparées par une bande en relief.
Cette famille est apparue au Jurassique inférieur et a disparu au Crétacé inférieur.

## Liste des genres
Selon World Register of Marine Species (12 janvier 2021), Paleobiology Database (12 janvier 2021) et BioLib (12 janvier 2021) :
- genre Diplocidaris Desor, 1855 †
- genre Tetracidaris Cotteau, 1872 † (inclusion discutée selon l’Echinoid Directory)

## Publication originale
- Gregory J. W. 1900. « The Echinoidea », pp. 282-332 in E. R. Lankester (ed.) A Treatise on Zoology. A. & C. Black, London.